# Субич
Субич (укр. Субіч) — село в Каменец-Подольском районе Хмельницкой области Украины.
Население по переписи 2001 года составляло 291 человек. Почтовый индекс — 32395. Телефонный код — 3849. Занимает площадь 0,778 км².

## Местный совет
32395, Хмельницкая обл., Каменец-Подольский р-н, с. Калачковцы, ул. Ленина, 10